# Kerktoren van Oosterwierum
De kerktoren van Oosterwierum is een kerktoren in de buurtschap Tsjerkebuorren bij Oosterwierum, in de Nederlandse provincie Friesland.

## Beschrijving
De ongelede kerktoren werd in de 13e of 14e eeuw gebouwd op een terp. Volgens een gevelsteen vond er in 1589 herstelwerk plaats. In 1776 werd het zadeldak vervangen door een ingesnoerde spits. In de toren hangt een klok van Geert van Wou II en een klok (1537) van Johan ter Steghe. De in 1905 gesloopte kerk was oorspronkelijk gewijd aan Sint-Nicolaas. Het mechanisch torenuurwerk (1911) is afkomstig uit Drogeham. De kerktoren en de muur met ijzeren hekwerk zijn rijksmonumenten.

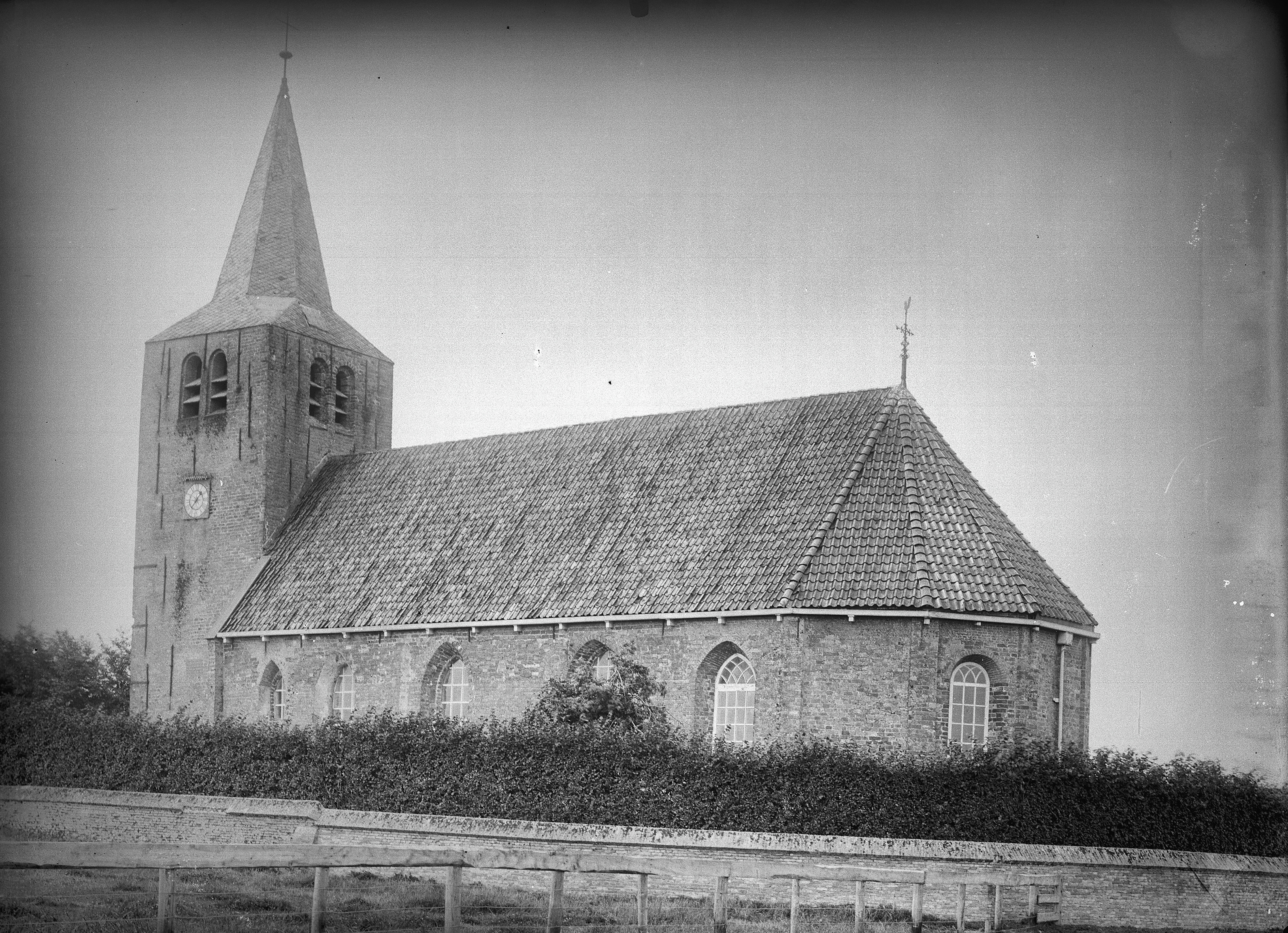
Voormalige kerk (1902)
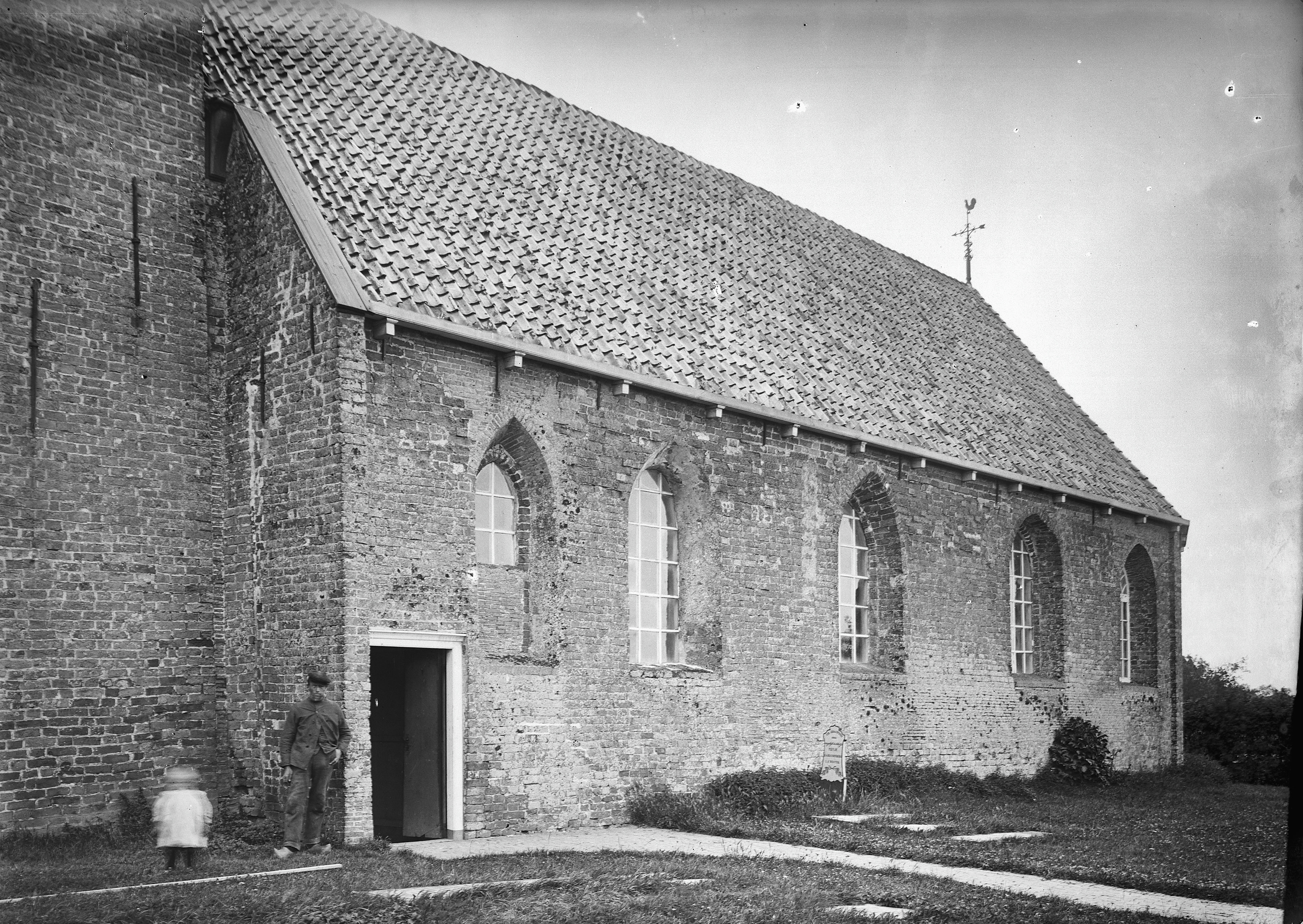
Kerkgebouw